# Farah Zeynep Abdullah
Farah Zeynep Abdullah (Istanbul, 17 d'agost de 1989) és una actriu turca de
cinema i televisió. Farah Zeynep Abdullah va fer part dels seus estudis a la seva ciutat natal, i part a Londres. Va assolir la fama internacional amb la sèrie de televisió "Öyle Bir Geçer Zaman ki", també coneguda com a "Mar d'amors" en els països hispanoparlants, on va jugar com a Aylin, la protagonista d'un amor desesperat.